# 卵羽凤丫蕨
卵羽凤丫蕨（学名：Coniogramme ovata）为裸子蕨科凤丫蕨属下的一个种。卵羽凤丫蕨的植株高度約為80釐米。該物種主要分佈於雲南鹽津縣。

## 扩展阅读
維基物種上的相關：卵羽凤丫蕨